# Romazières
Romazières é uma comuna francesa na região administrativa da Nova Aquitânia, no departamento de Charente-Maritime. Estende-se por uma área de 8,7 km². Em 2010 a comuna tinha 72 habitantes (densidade: 8,3 hab./km²).